# Hiva Oa (Gemeinde)

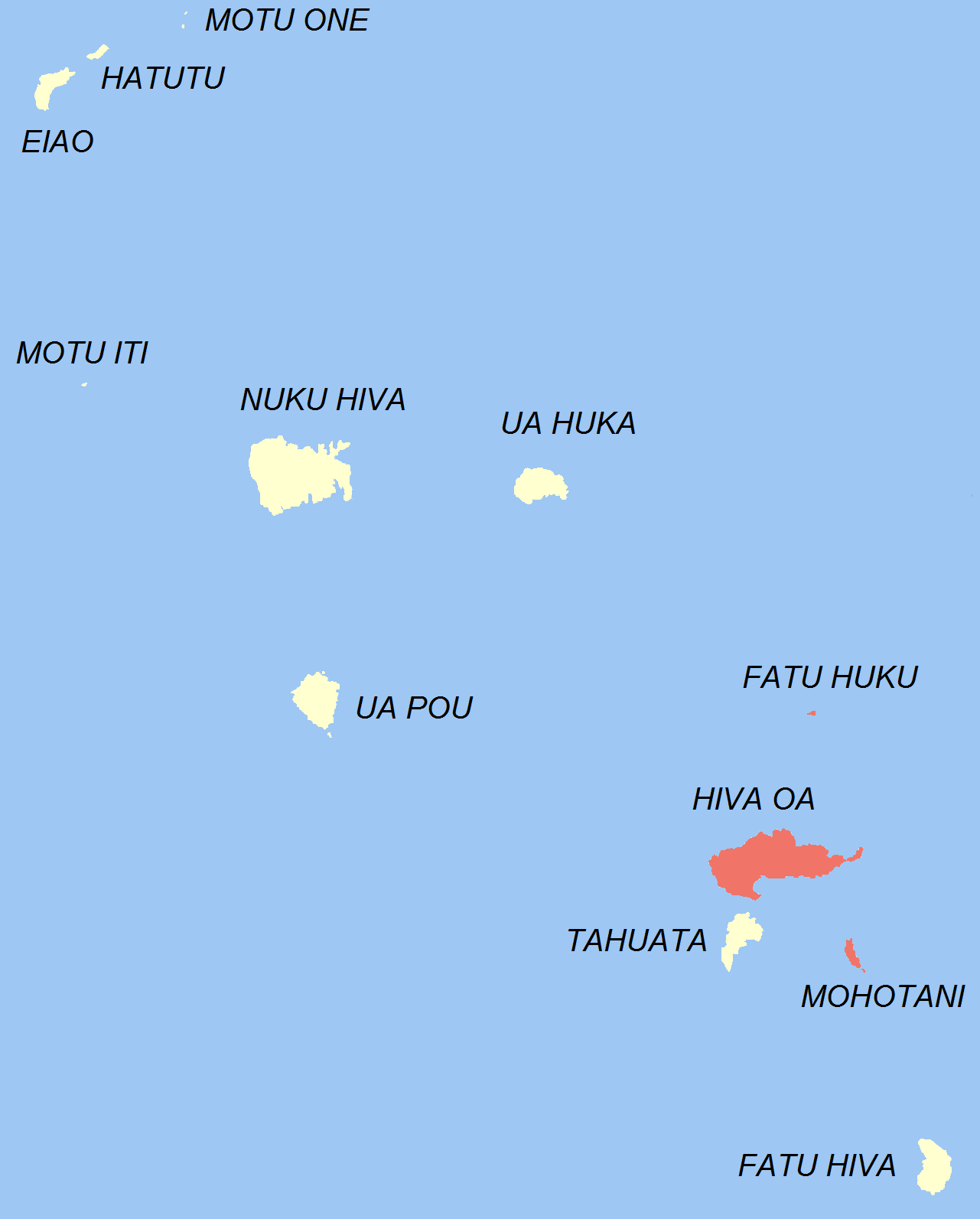
Lage der Gemeinde Hiva Oa

Hiva Oa ist eine Gemeinde in Französisch-Polynesien. Sie umfasst die Inseln Hiva Oa, Mohotane, Terihi und Fatu Huku innerhalb des Marquesas-Archipels. Die Gemeinde, die 316 km² umfasst, hat 2371 Einwohner (Stand: 2022) und durchschnittlich 7,5 Einwohner pro Quadratkilometer. Der höchste Punkt befindet sich auf 1213 m. ü. M. Der Hauptort der Gemeinde ist das Dorf Atuona auf der Insel Hiva Oa.
Die Gemeinde Hiva Oa gliedert sich in zwei communes associées:
- Atuona (im Westen, mit Mohotane und Terihi)
- Puamau (im Osten, mit Fatu Huku)